# Muni (actrice)
Pour les articles homonymes, voir Muni (homonymie).
Marguerite Dupuy dite Muni est une actrice et récitante française, née le 23 juin 1911 à Fort-Dauphin (Madagascar) et morte le 22 août 1999 à Garches (Hauts-de-Seine).

## Biographie
Muni nait  23 juin 1911 à Fort-Dauphin (Madagascar). De son vivant, elle ne dévoile pas son véritable nom, ni ses origines.
Elle est la filleule de la couturière Madame Grès, dont elle est la mannequin vedette dès 1941. Elle est alors appréciée et remarquée par Jean Cocteau, Maurice Chevalier ou Marcel Jouhandeau.
Au théâtre, elle est l'élève de Louis Jouvet, et a pour mentor Pierre Franck, qui la dirige dans Le Songe d'une nuit d'été en 1945.
Elle poursuit sa carrière au théâtre et au cinéma. Au cinéma, elle travaille essentiellement avec Luis Buñuel, pour lequel elle tourne dans Le Journal d'une femme de chambre, Belle de jour, La Voix lactée, Le Charme discret de la bourgeoisie, Le Fantôme de la liberté et Cet obscur objet du désir. Elle tourne également avec Paul Vecchiali, Jules Dassin ou Bertrand Blier.
Au théâtre, elle entretient surtout un important travail avec Claude Régy, mais joue aussi pour Laurent Terzieff ou Patrice Chéreau. Elle est également dirigée par Jean-Pierre Vincent, qui la fait entrer à la Comédie-Française en 1984. Pau adaptée à la troupe, elle n'y reste qu'un an et demi, y jouant notamment encore pour Régy, dans Ivanov. Elle quitte la Comédie-Française et retrouve encore Régy pour jouer dans Intérieur de Maurice Maeterlinck, au Théâtre Gérard-Philipe.
Elle meurt le 22 août 1999 à Garches (Hauts-de-Seine).

## Filmographie

### Cinéma
- 1949 : La Cage aux filles de Maurice Cloche
- 1964 : Le Journal d'une femme de chambre de Luis Buñuel : Marianne
- 1965 : La Jeune Morte de Claude Faraldo et Roger Pigaut : la mère
- 1967 : Belle de jour de Luis Buñuel : Pallas
- 1969 : La Voie lactée de Luis Buñuel : la mère supérieure
- 1970 : La Promesse de l'aube (Promise at Dawn) de Jules Dassin : Angélique
- 1972 : L'Étrangleur de Paul Vecchiali : la femme qui console l'homosexuel
- 1972 : Le Charme discret de la bourgeoisie de Luis Buñuel : la paysanne
- 1974 : Le Fantôme de la liberté de Luis Buñuel : la bonne des Foucauld
- 1975 : Il faut vivre dangereusement de Claude Makovski : Célestine
- 1976 : Calmos de Bertrand Blier : une candidate
- 1976 : Mimì Bluette... fiore del mio giardino de Carlo Di Palma :
- 1977 : La Fille d'Amérique de David Newman :
- 1977 : Cet obscur objet du désir de Luis Buñuel : la concierge
- 1977 : Noces de sang (Bodas de sangre) de Souheil Ben-Barka : la servante
- 1984 : Canicule d'Yves Boisset : Gusta
- 1989 : Erreur de jeunesse de Radovan Tadic : Thérèse
- 1991 : Aujourd'hui peut-être... de Jean-Louis Bertuccelli : Thérèse

### Télévision
- 1965 : Belphégor ou le Fantôme du Louvre, feuilleton télévisé de Claude Barma (mini série) : Louise Gautrais
- 1976 : Cinéma 16, épisode Voici la fin mon bel ami de Bernard Bouthier (série) : la vieille femme
- 1978 : Les Enquêtes du commissaire Maigret, épisode Liberty bar de Patrick Jeudi (téléfilm) : la vieille femme
- 1978 : Les Héritiers, épisode Photos de famille de Juan Luis Buñuel (série) : Mathilde
- 1978 : Les Enquêtes du commissaire Maigret, épisode Liberty bar de Jean-Paul Sassy (série) : Madame Martini
- 1979 : Il était un musicien, épisode Monsieur Albeniz de Claude Lallemand (série) : la bonne
- 1991 : V comme vengeance, épisode Le Billard écarlate de Bernard Queysanne (série) : Manon

## Théâtre
- 1949 : Amal et la lettre du Roi de Rabîndranâth Tagore, mise en scène Jean Marchat, Théâtre des Mathurins
- 1961 : Amal et la lettre du roi de Rabîndranâth Tagore, mise en scène Pierre Valde, Théâtre de l'Œuvre
- 1981 : Trilogie du revoir de Botho Strauss, mise en scène Claude Régy, Théâtre des Amandiers, Nanterre
- 1982 : Grand et Petit de Botho Strauss, mise en scène Claude Régy, Odéon-Théâtre de l'Europe
- 1983 : Par les villages de Peter Handke, mise en scène Claude Régy, Théâtre national de Chaillot
- 1984 : Ivanov de Tchekhov, mise en scène Claude Régy, Comédie-Française (Muni devient pensionnaire de la Comédie-Française pour ce spectacle)
- 1984 : Les Corbeaux d'Henry Becque, mise en scène Jean-Pierre Vincent, Comédie-Française
- 1985 : Oncle Vania de Tchekhov, mise en scène Félix Prader, Comédie-Française au Théâtre Gérard-Philipe (Saint-Denis)
- 1985 : Intérieur de Maurice Maeterlinck, mise en scène Claude Régy, Théâtre Gérard-Philipe (Saint-Denis)
- 1988 : Le Criminel de Leslie Kaplan, mise en scène Claude Régy, Théâtre de la Bastille
- 1990 : Les Trois Sœurs de Tchekhov, mise en scène Jean-Claude Fall, Théâtre Gérard-Philipe (Saint-Denis)
- 1991 : Berceuse de Samuel Beckett, mise en scène Jean-Claude Fall, Théâtre Gérard-Philipe (Saint-Denis)
- 1993 : Où vas-tu Jérémie ? de Philippe Minyana, mise en scène Édith Scob, Festival d'Avignon et Théâtre Gérard-Philipe (Saint-Denis)